# All Hope Is Gone
All Hope Is Gone er det fjerde studiealbum fra amerikanske alternative metal band Slipknot. Det blev udgivet 20. august 2008 af Roadrunner Records. Bemærkes at have påbegyndt forberedelse i oktober 2007. Indspilningen skulle begynde i januar 2008, men blev udskudt til februar. Det var bandets første studieudgivelse siden Vol. 3: (The Subliminal Verses) fra 2004. All Hope Is Gone er det første musikalske output fra bandet siden Corey Taylor og James Roots mainstreamsucces med Stone Sour, Joey Jordisons projekter med Korn, Ministry og 3 Inches of Blood, Shawn Crahans sideprojekt med Dirty Little Rabbits og Sid Wilsons solo-projekt. All Hope Is Gone er også bandets første studiealbum på et stort plademærke, der er registreret i deres hjemstavn i Iowa. 
En særlig japansk udgave af All Hope Is Gone indeholder et eksklusivt bonustrack og er pakket i en seks-fold digipak med en 40-siders Deluxe brochure og bonus-dvd, der indeholder en dokumentarfilm af albummets undfangelse. Specialudgaven af albummet indeholder bonus-dvd'er og er også planlagt til frigivelse andetsteds.

## Modtagelse
GAFFA placerede albummet som nr. 20 på deres Top 20 over "Årets album 2008", og skrev "Det lykkedes på én gang for Slipknot at holde fast i essensen af deres karakteristiske pitbullterrier-metal og udvide grænserne for deres musik enormt. Der er ikke et svagt nummer eller et eneste svagt øjeblik at finde på All Hope Is Gone, der står som den foreløbige kulmination på Slipknots metalherredømme."

## Spor
1. "Execute"
2. "Gematria (The Killing Name)"
3. "Sulfur"
4. "Psychosocial" – 4:42
5. "Dead Memories"
6. "Vendetta"
7. "Butcher's Hook"
8. "Gehenna"
9. "This Cold Black"
10. "Wherein Lies Continue"
11. "Snuff"
12. "All Hope Is Gone'" – 4:45

### Bonusspor
1. "Child of Burning Time"
2. "Til We Die"
3. "Vermilion Pt. 2" (Bloodstone mix) – 3:39